# Liste der Biografien/Ries
Liste der Biografien |
Portal Biografien |
Personensuche
# |
A |
B |
C |
D |
E |
F |
G |
H |
I |
J |
K |
L |
M |
N |
O |
P |
Q |
R |
S |
T |
U |
V |
W |
X |
Y |
Z |
?
 
Ra |
Rb |
Rd |
Re |
Rh |
Ri |
Rj |
Rk |
Rl |
Rm |
Rn |
Ro |
Rr |
Rs |
Rt |
Ru |
Rv |
Rw |
Rx |
Ry |
Rz
 
Ria |
Rib |
Ric |
Rid |
Rie |
Rif |
Rig |
Rih |
Rii |
Rij |
Rik |
Ril |
Rim |
Rin |
Rio |
Rip |
Riq |
Rir |
Ris |
Rit |
Riu |
Riv |
Riw |
Rix |
Riy |
Riz
 
Rieb |
Riec |
Ried |
Rief |
Rieg |
Rieh |
Riek |
Riel |
Riem |
Rien |
Riep |
Rier |
Ries |
Riet |
Rieu |
Riev |
Riew |
Riex |
Riez
Die Liste der Biografien führt alle Personen auf, die in der deutschsprachigen Wikipedia einen Artikel haben. Dieses ist eine Teilliste mit 250 Einträgen von Personen, deren Namen mit den Buchstaben „Ries“ beginnt.

## Ries
- Ries, Adam († 1559), deutscher RechenmeisterAdam Ries († 1559)

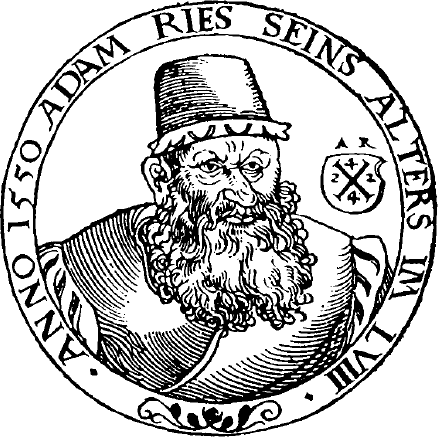
Adam Ries († 1559)

- Ries, Adrien (1933–1991), luxemburgischer Jurist, Ökonom und Autor
- Ries, Alessa (* 1981), deutsche Schwimmerin
- Ries, Alfred (1897–1967), deutscher Diplomat und Sportfunktionär
- Ries, Antoinette (* 1875), deutsche Opernsängerin (Sopran)
- Ries, Barry (* 1952), US-amerikanischer Jazztrompeter und -flügelhornist
- Ries, Christian (* 1972), österreichischer Politiker (FPÖ), Abgeordneter zum Nationalrat
- Ries, Clemens (1932–2022), deutscher Ökonom und Hochschullehrer
- Ries, Elena (* 1983), deutsche Fußballspielerin
- Ries, Eric (* 1978), Silicon Valley Entrepreneur und Autor
- Ries, Erwin (1907–1942), deutscher KPD-Funktionär und Widerstandskämpfer gegen den Nationalsozialismus, Opfer des Großen Terrors
- Ries, Ferdinand (1784–1838), deutscher Pianist und Komponist
- Ries, Franz (1846–1932), deutscher Violinist, Komponist, Musikalienhändler und Musikverleger
- Ries, Franz Anton (1755–1846), deutscher Geiger und Orchesterleiter
- Ries, Franz Ulrich († 1755), deutscher reformierter Theologe und Hochschullehrer
- Ries, Frédérique (* 1959), belgische Politikerin (MR), MdEP
- Ries, Fritz (1907–1977), deutscher Industrieller und königlich marokkanischer Honorarkonsul
- Ries, Georg Wilhelm Otto von (1763–1846), deutscher Offizier und Schriftsteller
- Ries, Gerhard (* 1943), deutscher Rechtswissenschaftler und Rechtshistoriker
- Ries, Hans de (1553–1638), niederländischer Mennonit, formulierte eines der ersten Glaubensbekenntnisse der Gemeinschaft, ein Martyrologium und ein Gesangbuch
- Ries, Hans-Jürgen (* 1943), deutscher Tischtennisspieler
- Ries, Heinrich (1871–1951), US-amerikanischer Geologe
- Ries, Helmut (1920–2009), deutscher Arzt, Autor und Mitbegründer der Historischen Gesellschaft Glücksburg
- Ries, Henry (1917–2004), US-amerikanischer Fotograf deutscher Herkunft
- Ries, Hubert (1802–1886), deutscher Geiger und Komponist
- Ries, Hugo (1894–1932), deutscher Fußballspieler und Mainzer Fußballpionier
- Ries, Irving G. (1890–1963), US-amerikanischer Spezialeffektkünstler und Kameramann
- Ries, Isolde (* 1956), deutsche Politikerin (SPD), MdL
- Ries, Jane Silverstein (1909–2005), US-amerikanische Landschaftsarchitektin
- Ries, Johann Adam (1813–1889), deutscher Medailleur, Münzgraveur und Grafiker am Bayerischen Hauptmünzamt
- Ries, Johann Tobias (1652–1715), deutscher Jurist, Verwaltungsbeamter und Diplomat
- Ries, Johannes (1887–1945), deutscher römisch-katholischer Geistlicher und Widerstandskämpfer gegen den Nationalsozialismus
- Ries, Jophi (* 1959), deutscher Schauspieler und Filmregisseur
- Ries, Josef (1900–1933), deutscher Kommunist, Redakteur, Widerstandskämpfer gegen den Nationalsozialismus
- Ries, Julien (1920–2013), belgischer Geistlicher, Altorientalist und Religionshistoriker, Bischof, Kardinal
- Ries, Klaus (* 1957), deutscher Historiker und Hochschullehrer
- Ries, Leo (1901–1988), deutscher römisch-katholischer Lehrer, Schriftleiter des „Paulinus“ und Widerstandskämpfer gegen den Nationalsozialismus
- Ries, Ludwig-Wilhelm (1891–1974), deutscher Agrarwissenschaftler
- Ries, Markus (* 1959), Schweizer Kirchenhistoriker
- Ries, Markus (* 1971), deutscher Kinderarzt, Wissenschaftler, Hochschullehrer und Sanitätsoffizier
- Ries, Michel (* 1998), luxemburgischer Radrennfahrer
- Ries, Peter (1942–2019), deutscher Theaterregisseur und Schauspieler
- Ries, Peter (* 1961), deutscher Richter und Hochschullehrer
- Ries, Philipp (* 1989), deutscher Straßenradrennfahrer
- Ries, Reinhard (* 1956), deutscher Architekt und Leiter der Feuerwehr Frankfurt
- Ries, Roland (1930–2016), römisch-katholischer Priester und Domkapitular
- Ries, Roland (* 1945), französischer Politiker
- Ries, Rotraud (* 1956), deutsche Historikerin
- Ries, Tanja (* 1968), deutsche Chansonsängerin, Coach und Moderatorin
- Ries, Taryn (* 1999), US-amerikanische Fußballspielerin
- Ries, Teresa Feodorowna (1866–1956), österreichische Bildhauerin und MalerinTeresa Feodorowna Ries (1866–1956)

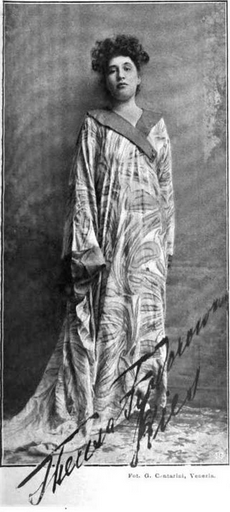
Teresa Feodorowna Ries (1866–1956)

- Ries, Tim (* 1959), US-amerikanischer Jazz-Saxophonist und Hochschullehrer
- Ries, Werner (1921–2007), deutscher Mediziner
- Ries, Wiebrecht (* 1940), deutscher Philosoph
- Ries, Wilhelm, deutscher Genre- und Porträtmaler der Düsseldorfer Schule
- Ries, Wolfgang (* 1968), österreichischer Amateurastronom, Astrofotograf und Entdecker von Kleinplaneten

### Riesb
- Riesbeck, Christian (* 1970), kanadischer Geistlicher und römisch-katholischer Bischof von Saint John, New Brunswick
- Riesbeck, Johann Kaspar († 1786), deutscher Schriftsteller

### Riesc
- Riesch, Eduard (1893–1945), deutscher Generalmajor der Luftwaffe der Wehrmacht während des Zweiten Weltkriegs
- Riesch, Franz von (1793–1833), deutscher Bühnenschriftsteller
- Riesch, Friedrich (1840–1912), deutscher Verwaltungsbeamter und Landtagsabgeordneter
- Riesch, Johann Siegmund von (1750–1821), k. k. General der Kavallerie und Ritter des Maria-Theresia-Ordens
- Riesch, Susanne (* 1987), deutsche SkirennläuferinSusanne Riesch (* 1987)

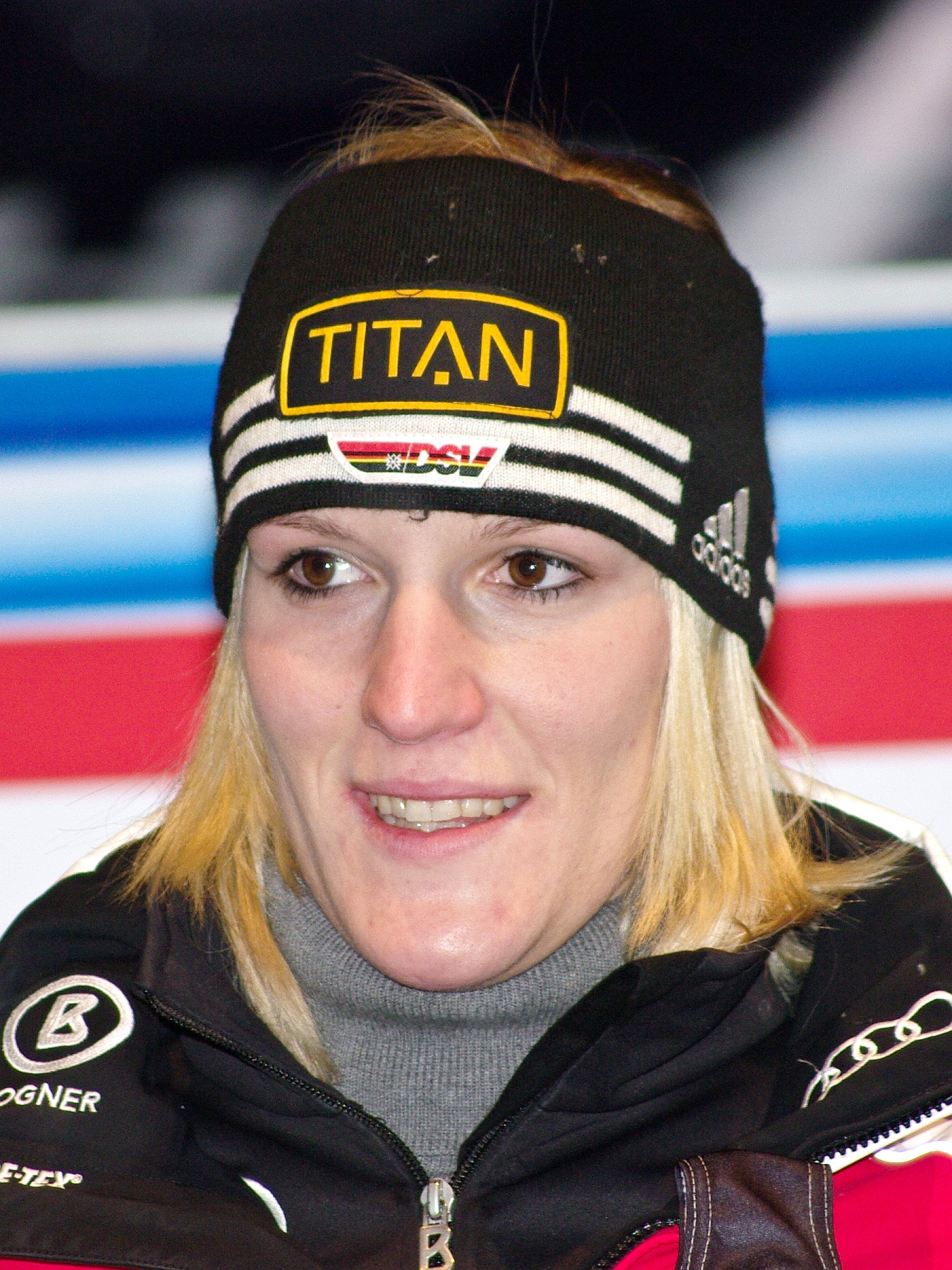
Susanne Riesch (* 1987)

- Rieschel, Claudia (* 1950), deutsche Schauspielerin
- Riescher, Gisela (* 1957), deutsche Politikwissenschaftlerin und Hochschullehrerin
- Riescher, Johann Georg (1759–1827), deutscher Werk- und Münsterbaumeister
- Rieschick, Sebastian (* 1986), deutscher Tennisspieler
- Riesco Carbajo, Angel (1902–1972), spanischer römisch-katholischer Geistlicher, Weihbischof in Pamplona y Tudela
- Riesco Errázuriz, Germán (1854–1916), chilenischer Politiker

### Riese
- Riese, Alexander (1840–1922), deutscher Altphilologe
- Riese, Arnold (1871–1912), österreichischer Politiker (SPÖ)
- Riese, Berthold (* 1944), deutscher Ethnologe und Hochschullehrer
- Riese, Cornelius (* 1975), deutscher Manager
- Riese, Eberhard (1951–2025), deutscher Zauberkünstler und Präsident des magischen Zirkels von Deutschland
- Riese, Friedrich (1895–1966), deutscher Kriminalbeamter
- Riese, Friedrich Wilhelm (1807–1879), deutscher Librettist und Bühnenautor
- Riese, Gerhard (* 1954), deutscher Badmintonspieler
- Riese, Günter (1903–1985), deutscher Pädagoge
- Riese, Günter (* 1938), deutscher Fußballspieler
- Riese, Hajo (1933–2021), deutscher Ökonom, Professor der Volkswirtschaftslehre
- Riese, Hans († 1938), deutscher Kommunalpolitiker
- Riese, Hans (1868–1940), deutscher Manager
- Riese, Hans-Peter (* 1941), deutscher Journalist und Kunstsammler
- Riese, Hertha (1892–1981), ungarisch-deutsch-amerikanische Ärztin, Psychiaterin und Frauenrechtlerin
- Riese, Johann August Otto (1850–1939), deutscher Baumeister
- Riese, Johann Karl Friedrich (1759–1834), deutscher Bildhauer und Porzellankünstler
- Riese, Johannes von (1759–1851), deutscher Jurist und Oberhofkammerrat
- Riese, Katharina (* 1946), österreichische Schriftstellerin
- Riese, Lorenzo (1836–1907), deutscher Opernsänger (Tenor)
- Riese, Markus (* 1980), deutscher Journalist, Moderator, Autor, Musiker und Hörspielsprecher
- Riese, Max (1868–1943), deutscher Drogist, Unternehmer und Erfinder der Penaten-Creme
- Riese, Otto (1894–1977), deutscher Jurist und Richter am Europäischen Gerichtshof
- Riese, Peter (* 1968), deutscher Musiker, Produzent und Fotograf
- Riese, Philipp (* 1989), deutscher FußballspielerPhilipp Riese (* 1989)

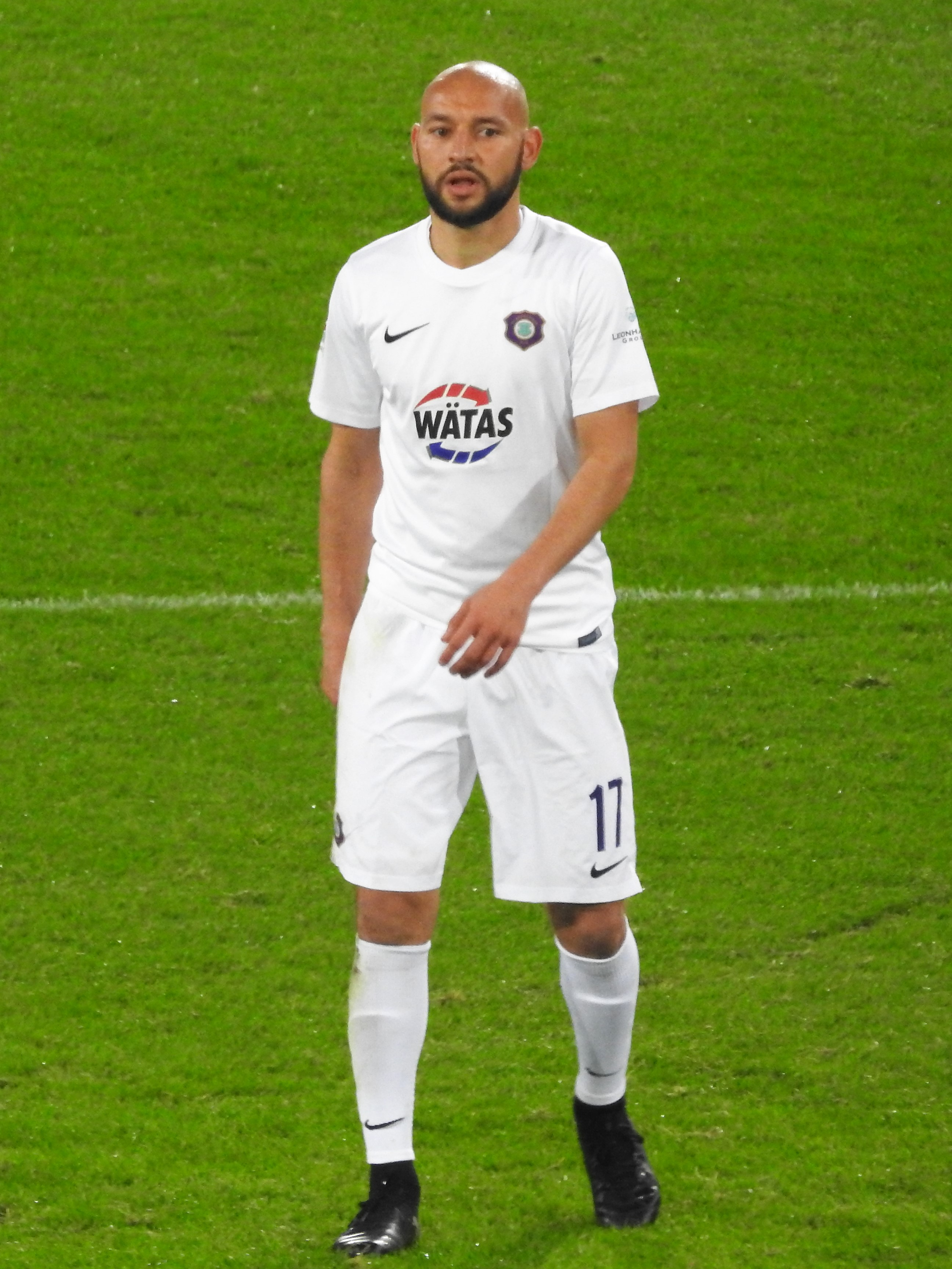
Philipp Riese (* 1989)

- Riese, Roland (* 1949), deutscher Badmintonspieler
- Riese, Roland (* 1960), deutscher Politiker (FDP), MdL
- Riese, Teut Andreas (* 1912), deutscher Anglist und Hochschullehrer
- Riese, Walther (1890–1976), deutsch-US-amerikanischer Psychiater
- Riesebeek, Oscar (* 1992), niederländischer Radrennfahrer
- Rieseberg, Bartholomaeus (1492–1566), deutscher evangelischer Theologe
- Rieseberg, Carl (1869–1950), deutscher Politiker (DNVP), MdR
- Rieseberg, Loren H. (* 1961), kanadischer Botaniker, Evolutionsbiologe und Genetiker
- Riesebrodt, Günter (1911–1989), deutscher Politiker (CDU)
- Riesebrodt, Martin (1948–2014), deutsch-US-amerikanischer Religionssoziologe
- Riesel, Anja (* 1981), deutsche Psychologin und Hochschullehrerin
- Riesel, Elise (1906–1989), österreichische Germanistin und Sprachwissenschaftlerin
- Riesel, Hans (1929–2014), schwedischer Mathematiker
- Rieseler, Walter (1890–1937), deutscher Flugpionier und Erfinder
- Riesemann, Alexander Ernst von (1795–1841), russischer Generalmajor
- Riesen, Christian (* 1970), Schweizer Autor
- Riesen, Günter (1892–1951), deutscher Kommunalpolitiker, Nationalsozialist, Oberbürgermeister von KölnGünter Riesen (1892–1951)

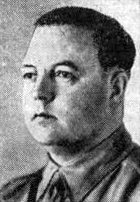
Günter Riesen (1892–1951)

- Riesen, Jacob (1786–1864), deutscher Reeder und Zeitungsverleger
- Riesen, Michel (* 1979), Schweizer Eishockeyspieler
- Riesen, Nadine (* 2000), Schweizer Fußballspielerin
- Riesen, Paul (* 1906), Schweizer Leichtathlet
- Riesen, Stefan (* 1973), Schweizer Triathlet
- Riesenberger, Dieter (1938–2023), deutscher Historiker
- Riesenburger, Martin (1896–1965), deutscher Rabbiner
- Riesener, Dirk (* 1961), deutscher Historiker und Autor
- Riesener, Franz (1887–1943), deutscher Politiker (Zentrum), MdR
- Riesener, Johann Heinrich (1734–1806), deutscher Möbeltischler
- Riesenfeld, Erich Paul (1885–1943), deutscher Architekt und Architekturhistoriker
- Riesenfeld, Ernst Hermann (1877–1957), deutsch-schwedischer Chemiker
- Riesenfeld, Harald (1913–2008), schwedischer Theologe
- Riesenfeld, Hugo (1879–1939), österreichisch-US-amerikanischer Filmkomponist
- Riesenfeld, Stefan (1908–1999), deutsch-amerikanischer Rechtswissenschaftler
- Riesenhuber, Heinz (* 1935), deutscher Politiker (CDU), MdBHeinz Riesenhuber (* 1935)

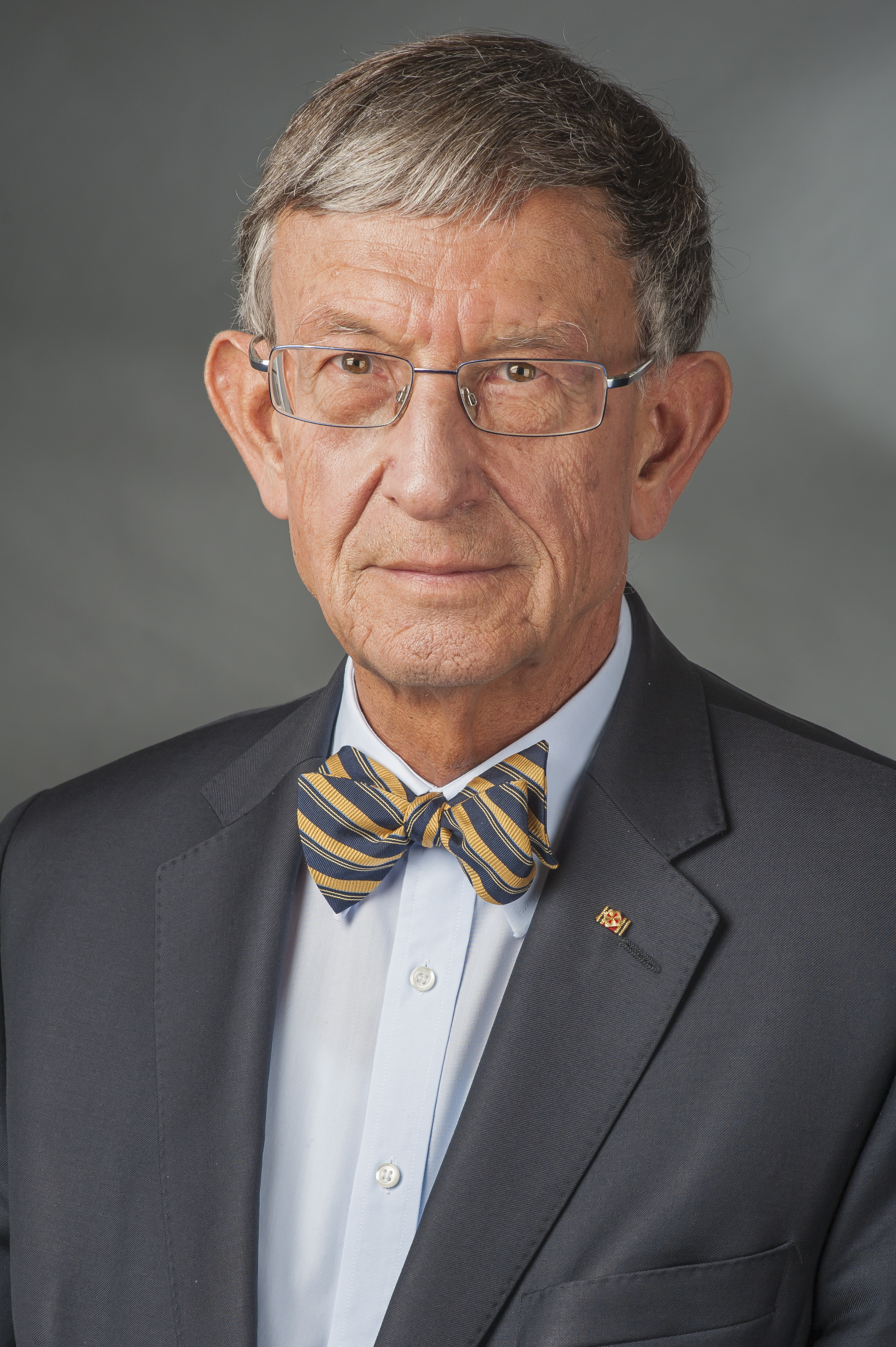
Heinz Riesenhuber (* 1935)

- Riesenhuber, Karl (* 1967), deutscher Hochschullehrer und Richter am Oberlandesgericht Hamm
- Riesenhuber, Klaus (1938–2022), deutscher Philosoph, katholischer Theologe und Angehöriger des Jesuitenordens
- Riesenhuber, Martin (1876–1933), österreichischer Archivar und Kunsthistoriker
- Riesenkampf, Jan (* 1963), polnischer Schriftsteller
- Riesenkampff, Georgi Konstantinowitsch (1886–1943), russischer bzw. sowjetischer Wasserbauingenieur und Hochschullehrer
- Riesenkampff, Nikolai Alexandrowitsch (1832–1904), deutsch-baltischer Adelsmann, russischer Generalleutnant
- Riesenkönig, Elke (* 1965), deutsche Ruderin
- Riesenthal, Oskar von (1830–1898), deutscher Ornithologe und Schriftsteller
- Riesenweber, Thomas (* 1975), deutscher Altphilologe und Hochschullehrer
- Rieser, Andreas (1908–1966), österreichischer Priester der Römisch-katholischen Kirche und Verfolgter im Nationalsozialismus
- Rieser, Anna (* 1989), österreichische Schauspielerin
- Rieser, Ferdinand (1874–1944), deutscher Philologe und Bibliothekar
- Rieser, Ferdinand (1886–1947), Schweizer Weingrosshändler und Theaterleiter sowie -intendant
- Rieser, Franz (1927–2007), österreichischer Lehrer und Attentäter
- Rieser, Hans (* 1934), österreichischer Bildhauer
- Rieser, Karl (1902–1957), deutscher Politiker (CDU), MdL
- Rieser, Ludwig (* 1956), österreichischer Alpinist und Drachenflieger
- Rieser, Marianne (1899–1965), österreichische Dramaturgin und Dramatikerin
- Rieser, Michael (1828–1905), österreichischer Maler
- Rieser, Peter (* 1950), österreichischer Politiker (ÖVP), Landtagsabgeordneter, Mitglied des Bundesrates
- Rieser, Rudolf (1939–2019), österreichischer Buchbinder und Künstler
- Rieser, Ruth (* 1965), österreichische Schauspielerin, Drehbuchautorin und Filmregisseurin
- Rieser, Stefan (* 1999), österreichischer Skirennläufer
- Rieser, Tobias (* 1988), österreichischer Fußballspieler und Musiker
- Riesewieck, Moritz (* 1985), deutscher Theater-, Filmregisseur, Drehbuch- und Sachbuchautor

### Riesg
- Riesgo, Asier (* 1983), spanischer Fußballtorhüter
- Riesgo, Walter (1952–2014), uruguayischer Politiker
- Riesgraf, Beth (* 1978), US-amerikanische SchauspielerinBeth Riesgraf (* 1978)

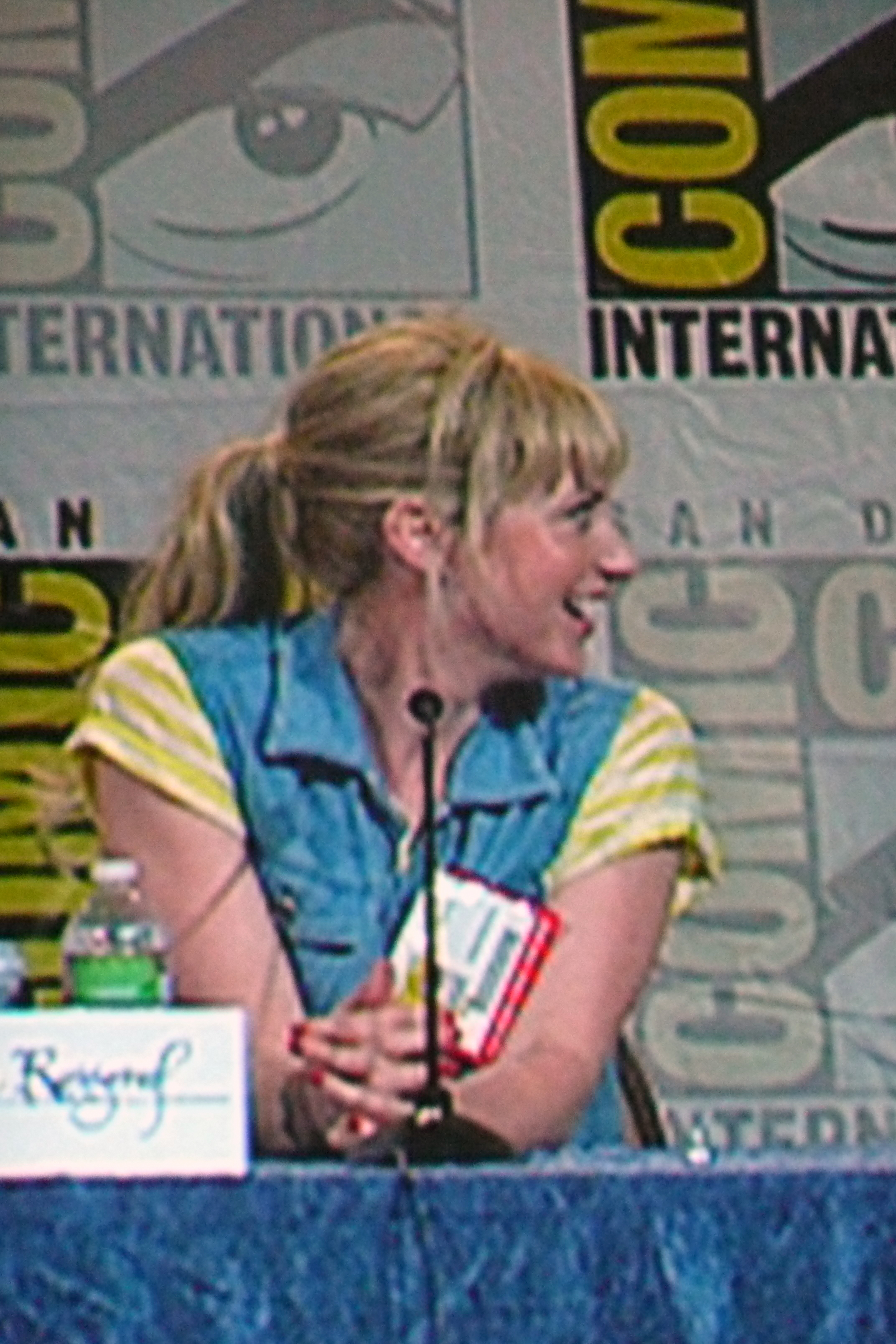
Beth Riesgraf (* 1978)

### Riesi
- Riesinger, Theophilus (1868–1941), deutscher Theologe und Exorzist
- Riesinger, Wolfgang (* 1951), deutscher Mittel- und Langstreckenläufer

### Riesk
- Rieskamp-Goedeking, Tim (* 1982), deutscher Springreiter
- Rieske, Volker (* 1953), deutscher Fußballspieler und -trainer

### Riesl
- Riesle, Alexander (1908–2001), deutscher SS-Hauptsturmführer und Kriegsverbrecher
- Riesler, Diana (* 1984), deutsche Triathletin

### Riesm
- Riesman, David (1909–2002), US-amerikanischer Soziologe und Erziehungswissenschaftler

### Riesn
- Riesner, Andreas (1979–2012), österreichischer Skitourenführer, Alpin-Journalist und -Fotograf
- Riesner, Detlev (* 1941), deutscher Biophysiker
- Riesner, Hans (1902–1976), deutscher Politiker (KPD), SED-Funktionär
- Riesner, Lisa (* 1991), deutsche Schauspielerin
- Riesner, Rainer (* 1950), deutscher Theologe und HochschullehrerRainer Riesner (* 1950)

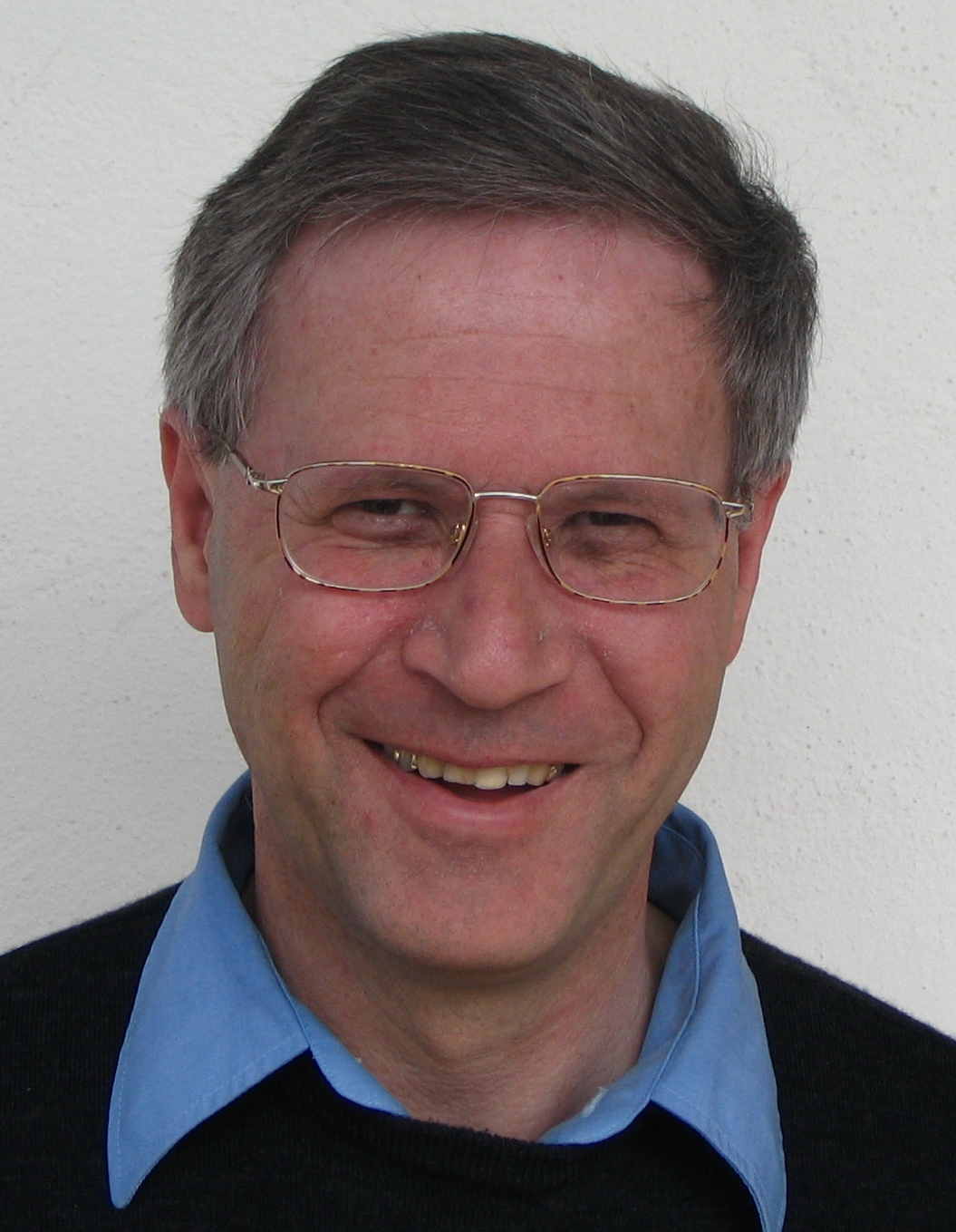
Rainer Riesner (* 1950)

### Rieso
- Rieso, Harry (1933–2020), deutscher Kommunalpolitiker

### Riess
- Rieß von Scheurnschloß, Franz Hugo (1781–1857), kurhessischer Minister
- Rieß von Scheurnschloß, Hermann (1854–1917), preußischer Generalleutnant, Präsident der Deutschen Versuchsanstalt für Luftfahrt
- Rieß von Scheurnschloß, Karl (1815–1885), deutscher Politiker und kurhessischer Außenminister
- Rieß von Scheurnschloß, Karl (1863–1948), deutscher Verwaltungsbeamter und Rittergutsbesitzer
- Riess, Adam (* 1969), US-amerikanischer AstrophysikerAdam Riess (* 1969)

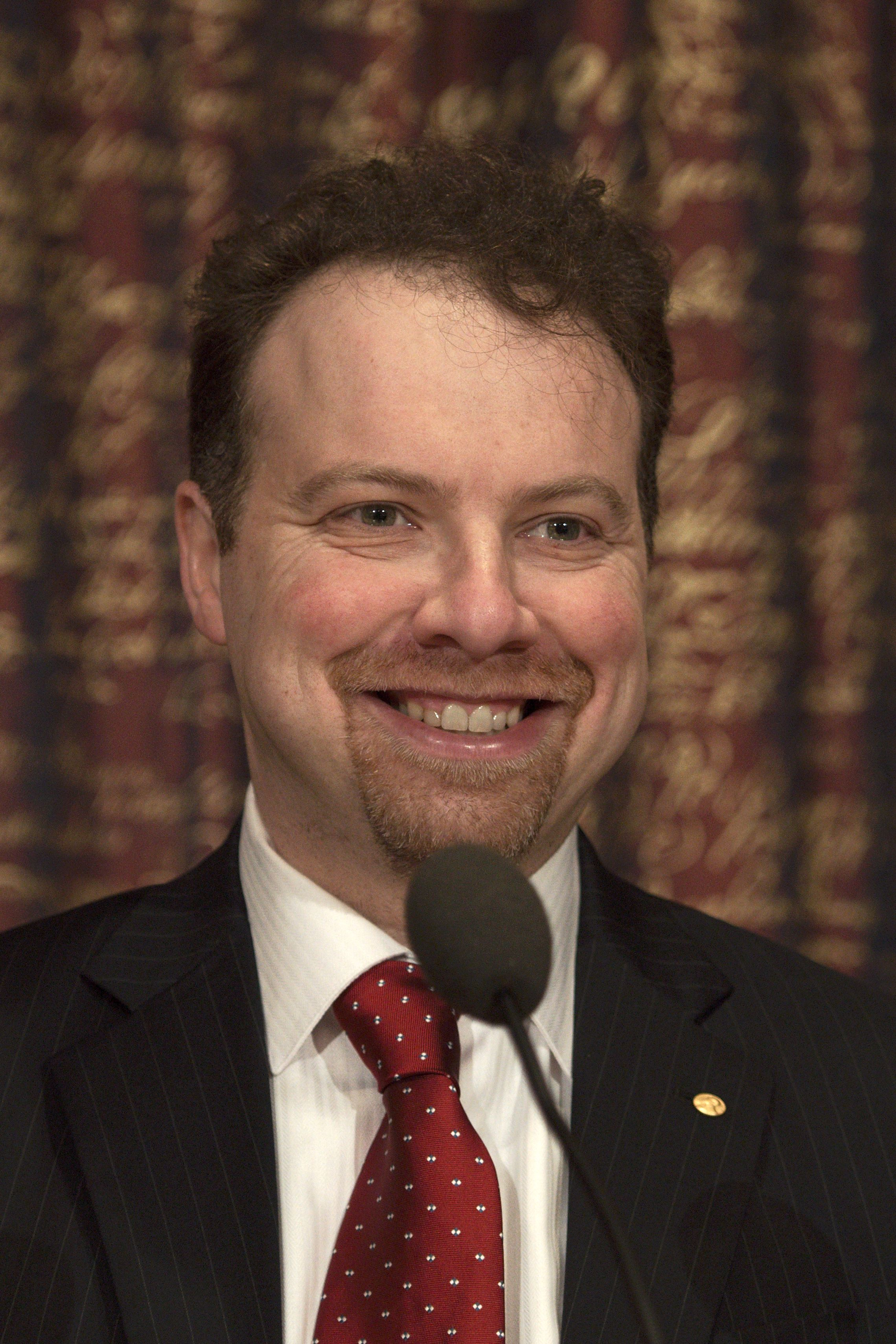
Adam Riess (* 1969)

- Riess, Alexander (1812–1868), Landtagsabgeordneter Großherzogtum Hessen
- Rieß, Alfred (* 1952), deutscher Fußballspieler und -trainer
- Riess, Curt (1902–1993), deutscher Journalist und Schriftsteller
- Riess, Ernst (1865–1947), deutsch-amerikanischer Klassischer Philologe
- Riess, Erwin (1957–2023), österreichischer Schriftsteller
- Rieß, Florian (1823–1882), deutscher Jesuit, Autor und Verleger
- Riess, Franz (1848–1928), deutscher Glasmaler und Kunsthandwerker
- Riess, Franz (1876–1954), österreichischer Architekt
- Riess, Frieda (1890–1954), deutsche Fotografin
- Rieß, Friedrich-Christian (* 1955), deutscher Herzchirurg
- Riess, Fritz (1922–1991), deutscher Autorennfahrer
- Rieß, Heidi (1943–2022), deutsche Kontraaltistin und Musikpädagogin
- Riess, Hein (1913–1993), deutscher Schauspieler und Hamburger Volkssänger
- Riess, Hermann (1914–1990), deutscher evangelischer Theologe und Prälat (Regionalbischof)
- Rieß, Joachim (* 1937), deutscher Grafiker und Medailleur
- Riess, Julian (1891–1961), österreichischer Politiker (SDAP), Landtagsabgeordneter
- Rieß, Julius (1844–1900), Geheimer Justizrat, Mitglied des Provinziallandtages der Provinz Hessen-Nassau
- Riess, Karl (1837–1930), österreichischer Architekt
- Rieß, Kurt (1897–1965), deutscher Ingenieur und Manager
- Rieß, Larissa (* 1988), deutsche Hörfunk- und Fernsehmoderatorin, Schauspielerin und DJLarissa Rieß (* 1988)

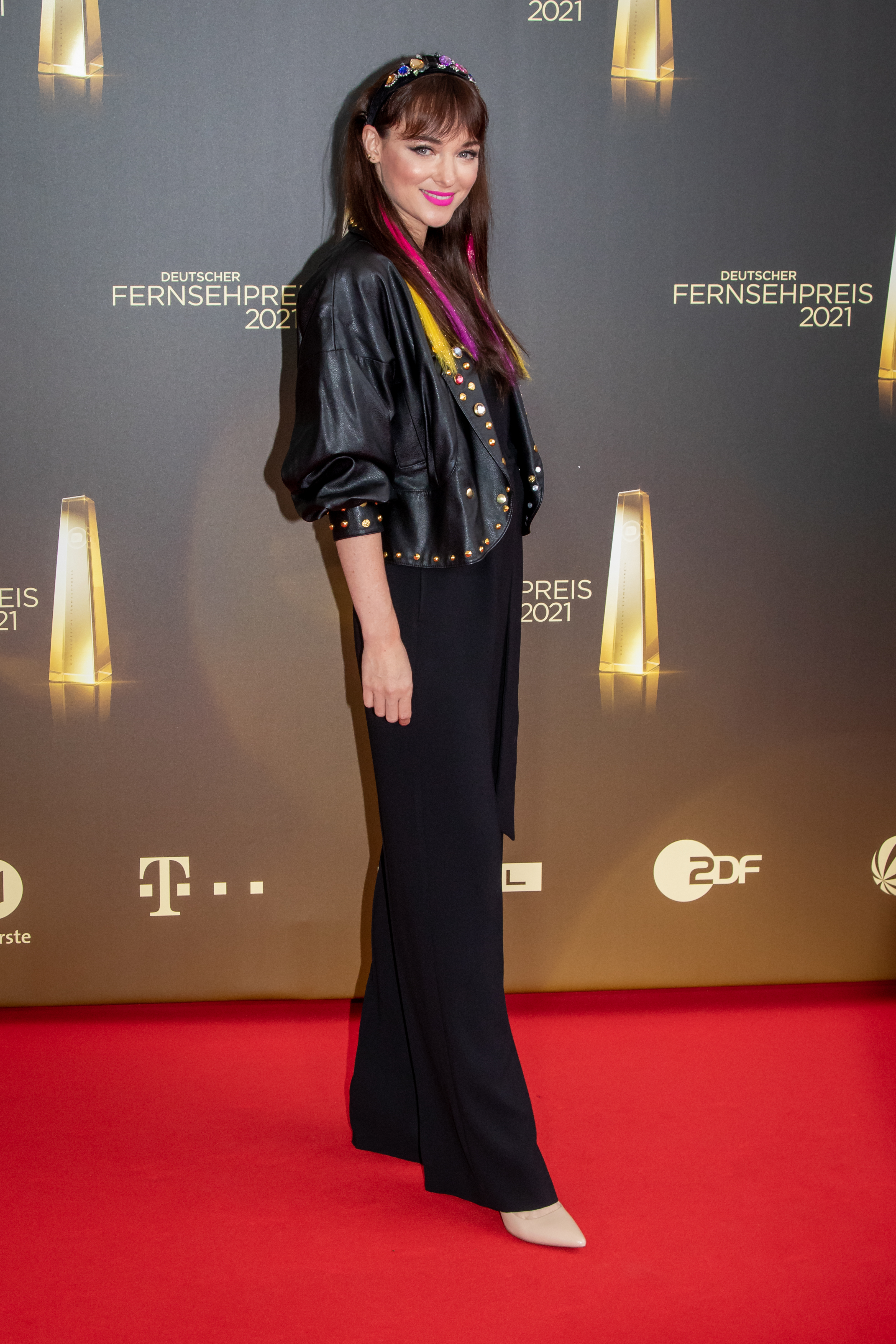
Larissa Rieß (* 1988)

- Rieß, Lasse (* 2001), deutscher Fußballspieler
- Riess, Leopold Peter (1840–1922), deutscher Mediziner
- Riess, Ludwig (1861–1928), deutscher Historiker
- Riess, Ludwig (1893–1965), deutscher KPD-Funktionär
- Rieß, Markus (* 1966), deutscher Manager
- Rieß, Oskar (1895–1957), deutscher Politiker und Oberbürgermeister
- Riess, Otto (1907–1970), deutscher Rechtsanwalt
- Riess, Paul (1857–1933), deutscher Landschaftsmaler, Kunsthandwerker und Grafiker
- Rieß, Peter (1804–1883), deutscher Physiker
- Rieß, Peter (1932–2022), deutscher Jurist
- Riess, Richard (* 1937), deutscher Theologe und Seelsorger
- Rieß, Richard von (1823–1898), deutscher Theologe
- Riess, Roswitha (* 1937), deutsche Politikerin (CSU), MdL
- Riess, Rupert (* 1980), österreichischer Judoka
- Riess, Ryan (* 1990), US-amerikanischer Pokerspieler
- Rieß, Sandra (* 1986), deutsche Hörfunk- und FernsehmoderatorinSandra Rieß (* 1986)

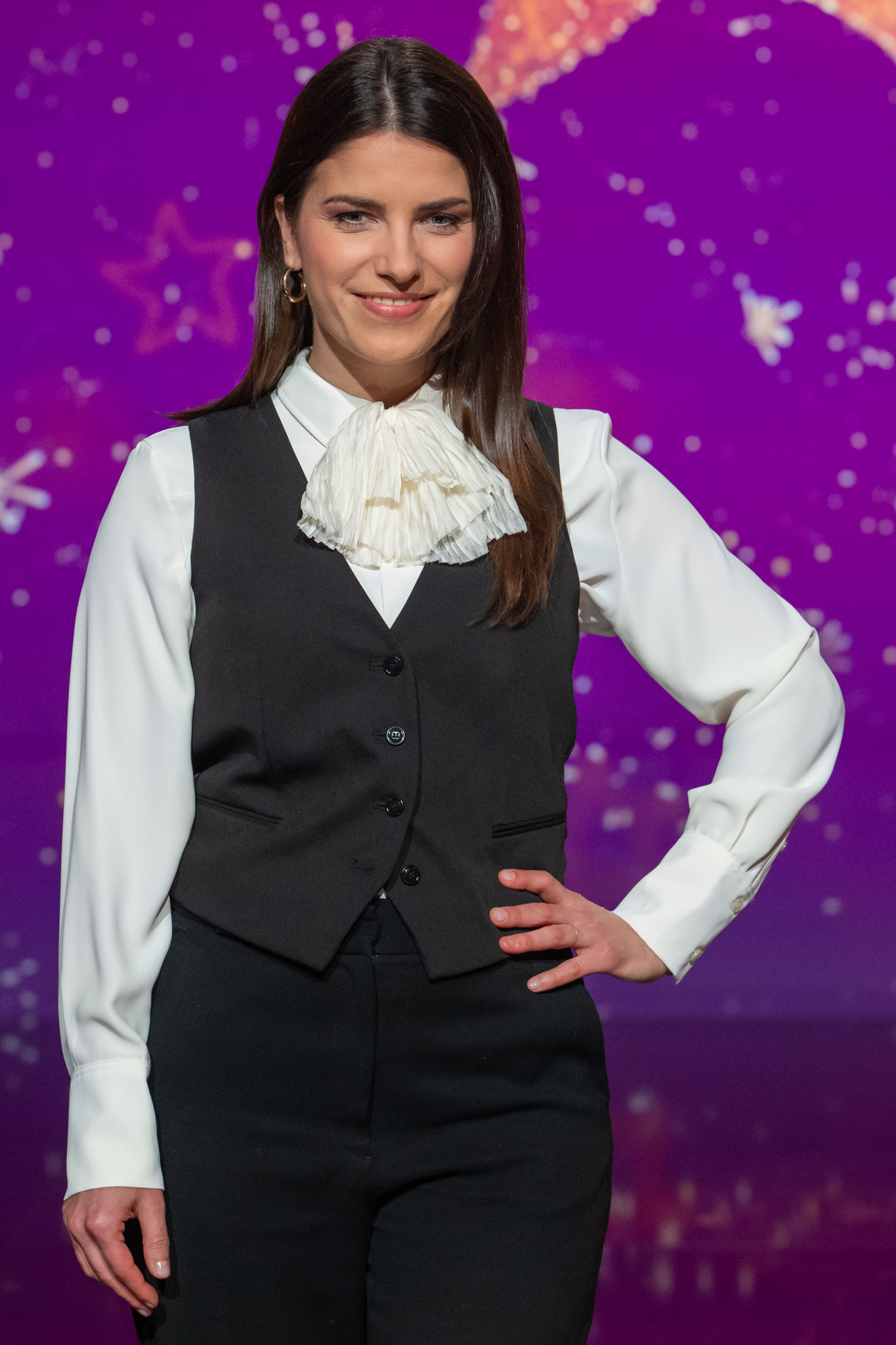
Sandra Rieß (* 1986)

- Rieß, Stefan (* 1988), deutscher Fußballspieler
- Riess, Susanne (* 1961), österreichische Managerin und Politikerin (FPÖ)
- Rieß, Susanne (* 1961), österreichische Politikerin (FPÖ), Abgeordnete zum Nationalrat
- Riess, Theresa (* 1994), österreichische Schauspielerin und Jazzsängerin
- Riess, Thomas (* 1970), österreichischer Künstler
- Rieß, Walter (1885–1943), deutscher Opernsänger (Bass)
- Rieß, Werner (* 1963), deutscher Bildungswissenschaftler und Biologiedidaktiker
- Rieß, Werner (* 1970), deutscher Althistoriker
- Rießbeck, Gerhard (* 1964), deutscher Maler
- Riessbeck, Karl-Heinz (1923–2003), deutscher Mediziner und Hochschullehrer
- Riesse, Franz Karl von (1721–1786), k. k. Feldzeugmeister, Ritter des Maria-Theresia-Ordens sowie Inhaber des Infanterie-Regiments No. 26
- Rießen, Anne van, Sozialwissenschaftlerin
- Riessen, Irmgard (* 1944), deutsche Schauspielerin
- Riessen, Laurine van (* 1987), niederländische Eisschnellläuferin und Radsportlerin
- Riessen, Marty (* 1941), US-amerikanischer Tennisspieler
- Riesser, Gabriel (1806–1863), deutscher Rechtsanwalt und Politiker, MdHBGabriel Riesser (1806–1863)

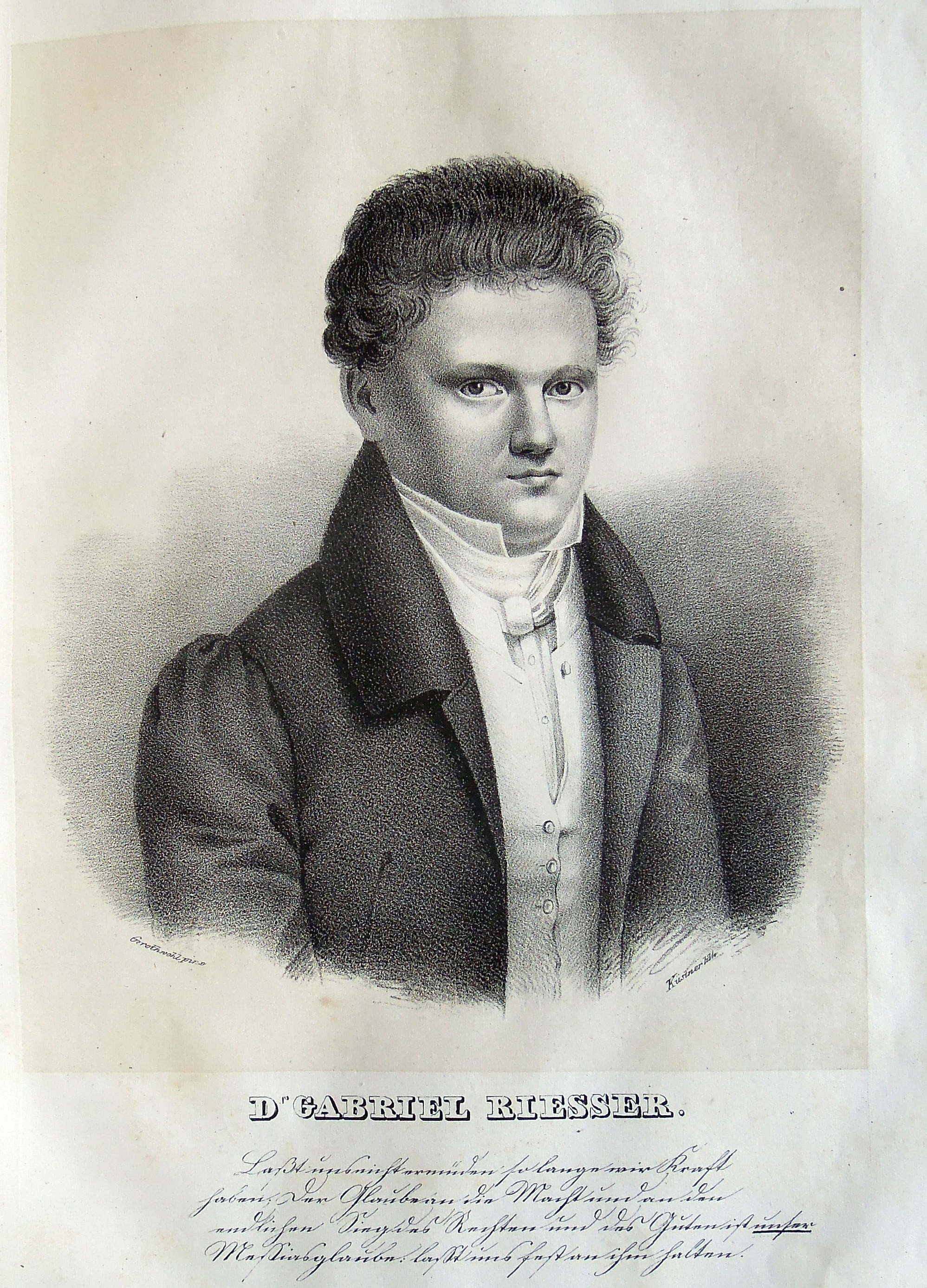
Gabriel Riesser (1806–1863)

- Riesser, Hans, Bürgermeister der Reichsstadt Heilbronn
- Riesser, Hans (1887–1969), deutscher Diplomat
- Riesser, Jakob (1853–1932), deutscher Jurist und Politiker (DVP), MdR
- Riesser, Otto (1882–1949), deutscher Pharmakologe und Physiologe
- Riessinger, Sixtus, Inkunabeldrucker
- Rießinger, Thomas (* 1961), deutscher Mathematiker
- Rießle, Fabian (* 1990), deutscher Nordischer Kombinierer
- Rießle, Philip (* 1988), deutscher Eishockeyspieler
- Riessler, Michael (* 1957), deutscher Jazzmusiker und Komponist
- Rießler, Michael (* 1971), Sprachwissenschaftler und Hochschullehrer
- Rießler, Paul (1865–1935), deutscher Orientalist, Theologe und Bibelübersetzer
- Rießner, Amalie Henriette (1774–1849), deutsche Philanthropin
- Rießner, Friedrich Gottlob (1761–1839), deutscher Philanthrop

### Riest
- Riester, Franck (* 1974), französischer Politiker (UMP, Agir), Mitglied der Nationalversammlung, Kulturminister
- Riester, Paula (* 1984), deutsche Juristin und Politikerin (Bündnis 90/Die Grünen)
- Riester, Walter (* 1943), deutscher Politiker (SPD), MdBWalter Riester (* 1943)

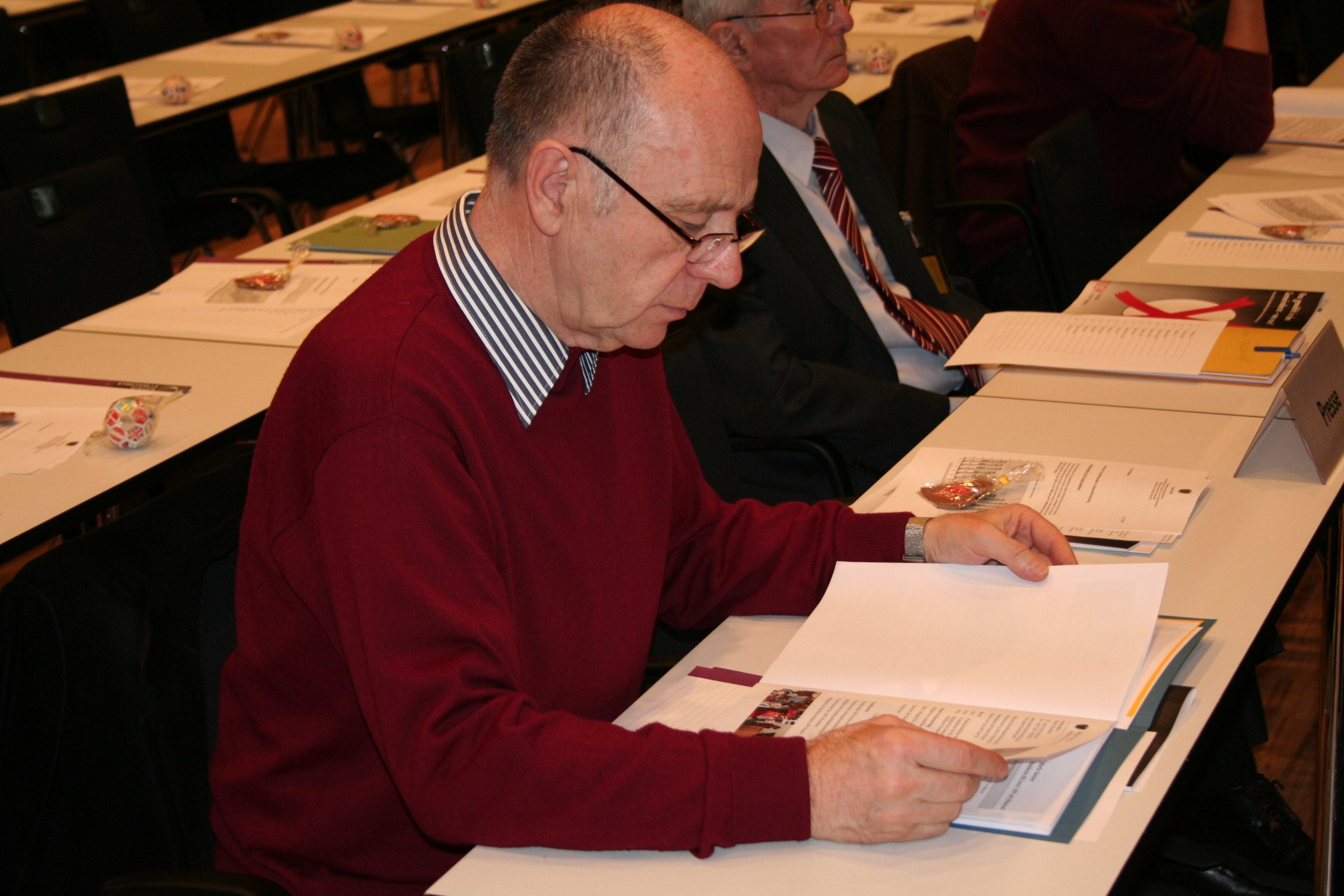
Walter Riester (* 1943)

- Riesterer, Albert (1898–1996), deutscher katholischer Priester und Heimatforscher
- Riesterer, Ellen (* 1998), deutsche Ringerin
- Riesterer, OMI (* 1947), deutscher Künstler
- Riesterer, Sandra (* 1967), deutsche Trampolinturnerin
- Riestra, Alfonso (* 1912), mexikanischer Fußballspieler

### Riesz
- Riesz, Frigyes (1880–1956), ungarischer Mathematiker
- Riesz, János (* 1941), deutscher Sprach- und Literaturwissenschaftler
- Riesz, Marcel (1886–1969), ungarischer Mathematiker
- Riesz, Miklós (1919–1984), ungarischer Wirtschaftswissenschaftler